# Горбуновка (Чамзінський район)
Горбуно́вка (рос. Горбуновка, ерз. Горбуновка) — селище у складі Чамзінського району Мордовії, Росія. Входить до складу Комсомольського міського поселення.

## Населення
Населення — 11 осіб (2010; 6 у 2002).
Національний склад (станом на 2002 рік):
- росіяни — 83 %